# شركة غاز البصرة
شركة غاز البصرة هي شركة عراقية مساهمة مختلطة.

## نبذه تاريخية
تأسست الشركة عام 2013 وهي مشروع مشترك مُدَّته 25 عاما، بين شركة غاز الجنوب العراقية التي تمتلك 51٪ من الأسهم وشركة شل التي لها 44٪ من الأسهم وشركة ميتسوبيشي بأسهم مقدارها 5٪ . وهدف الشركة الاساسي هو جمع الغاز المصاحب ومنع حرقه. وتعدُّ الشركةُ المركزَ الرئيسي لجمع ومعالجة الغاز في جنوب العراق. وتنتج الشركة الغاز المسال LPG (غاز الطبخ) والغاز الجاف.